# (541011) 2017 YJ2
(541011) 2017 YJ2 es un asteroide perteneciente al cinturón de asteroides descubierto el 1 de febrero de 2009 por el equipo del Spacewatch desde el Observatorio Nacional de Kitt Peak, Arizona, Estados Unidos.

## Designación y nombre
Designado provisionalmente como 2017 YJ2.

## Características orbitales
2017 YJ2 está situado a una distancia media del Sol de 2,911 ua, pudiendo alejarse hasta 3,165 ua y acercarse hasta 2,658 ua. Su excentricidad es 0,086 y la inclinación orbital 6,176 grados. Emplea 1814,92 días en completar una órbita alrededor del Sol.

## Características físicas
La magnitud absoluta de 2017 YJ2 es 16,2. 